# Piero Chiambretti
Piero Chiambretti (Aosta, 30 maggio 1956) è un comico, autore televisivo e conduttore televisivo italiano.

## Biografia

### Primi anni (1976-1987)
Nasce il 30 maggio 1956 ad Aosta da Felicita Chiambretti (1936-2020), poetessa e autrice di canzoni, ma cresce a Torino, dove frequentò l'Istituto Maffei. Nel 1976 comincia a lavorare come disc-jockey in discoteca e in alcune emittenti radiofoniche di Torino (Radio Torino Centrale, Radio Gemini One, Radio ABC italiana, Radio Studio Aperto). Dal 1981 al 1986 lavora come animatore turistico sulle navi da crociera, mettendo in mostra il suo spiccato senso dell'umorismo. Piero Chiambretti nasce artisticamente in coppia con Erik Colombardo; nel 1977 conduce sulla televisione privata GRP il programma Non siamo gazzose, in onda in diretta, con lo stile che in seguito ha contraddistinto la carriera di Chiambretti. Con lo stesso Colombardo fonda anche un gruppo di cabaret che si esibisce in locali come il "Centralino" a Torino e il "Derby" a Milano.
La sua prima vera esperienza da solo è stata in una televisione privata che trasmetteva dal quartiere torinese di Barriera di Milano, Rete Manila 1; il palinsesto dell'emittente era costituito da televendite di quadri, redazionali commerciali e informativi, intrattenimento e cartoni animati: Chiambretti venne ingaggiato dal direttore artistico, Pino Maffi, che gli affidò la conduzione di un programma quotidiano, in diretta, nella fascia oraria di mezzogiorno, dal titolo Il Dedicone con regia di Bruno Maffi. A Torino fece scalpore per gli ascolti e perché andava in onda in diretta con le telecamere in mezzo alla strada nello stesso orario di Il pranzo è servito di Corrado. A metà degli anni ottanta Chiambretti fu ideatore e conduttore di vari programmi radiofonici come i talk La Mecca e Testa di Sigaro diffusi da un centinaio di radio italiane, tra cui la storica emittente torinese Radio Gemini One.
Nel 1982 si è presentato in mutande a un provino, vincendo (insieme con Fabio Fazio, Alessandro Cecchi Paone e Corrado Tedeschi) il concorso RAI Un volto nuovo per gli anni '80, dove ha incontrato Bruno Voglino. Nel 1983 ha esordito su Rai 1 con il programma quotidiano Forte Fortissimo TV Top, insieme, tra gli altri, con Barbara d'Urso, Gigi Marzullo e Corinne Cléry. Furono proprio gli autori di Forte Fortissimo, Marco Di Tillo e Annabella Cerliani, a provinarlo e sceglierlo, insieme con Beppe Tosco, in un lotto di circa trecento ragazzi torinesi. Tra le sue prime apparizioni ci fu anche quella di Quo vadiz? nel 1984, programma di Rete 4, diretto da Maurizio Nichetti. Nel 1985 arriva su Rai 1 nello show Il sabato dello Zecchino, per il quale Di Tillo aveva creato per Chiambretti il buffo personaggio di Cartella, quindi nella stagione 1985-1986 su Rai 1 conduce un altro programma per ragazzi, Magic!, mentre nella stagione 1986-1987 ha fatto parte del cast di volti emergenti del poco fortunato varietà serale di Rai 1 Proffimamente non stop.

### Il successo (1987-2003)

Piero Chiambretti intervista Giulio Andreotti nelle vesti del portalettere del programma Cartolina, anni Novanta

Il successo è arrivato nell'autunno del 1987, quando Rai 3 lo ha ingaggiato per il programma Va' pensiero: gli è stata affidata la rubrica Divano in piazza, dove aveva il compito di fermare i passanti in mezzo a una piazza spingendoli a impersonare i familiari di un vip. In questo stesso anno ha firmato insieme con Claudio Delle Fratte e Marco Di Tillo la sceneggiatura del film per bambini Operazione pappagallo diretto da Marco Di Tillo e interpretato, tra gli altri, da Leo Gullotta, Syusy Blady e Nicola Pistoia. All'inizio del 1988 è anche tra i conduttori del programma contenitore per ragazzi di Rai 1 Big! mentre in autunno è alla guida di Complimenti per la trasmissione, in cui si mischia con umoristica sfrontatezza alla gente comune incontrata per strada per poi tornare a Va' pensiero e condurre, durante il Festival di Sanremo, Complimenti per il Festival.
Successivamente ha condotto su Rai 3 Prove tecniche di trasmissione (in onda nella stagione 1989-1990) in cui fu tra i primi che derise il serioso mondo del calcio e le partite della Serie A; si trattava di un programma itinerante che andava in onda la domenica pomeriggio da un tendone da circo che veniva posizionato in una città in cui si giocava una partita di calcio: a fine partita, poi, Chiambretti si recava nel campo di calcio e faceva una moviola a modo suo imitando i goal o le azioni salienti della partita tenutasi in quello stadio. In seguito ha condotto Prove tecniche di Mondiale, sui mondiali di calcio del 1990, seguendo le partite di una sfortunata nazionale degli Emirati Arabi Uniti e riscontrando qualche malinteso con notabili locali.
Quindi è la volta di vari programmi sul terzo canale della Rai che incrementano la sua notorietà: Goodbye Cortina (in onda nella stagione 1990-1991) inviato nei paesi dell'ex Patto di Varsavia, con al seguito gente comune e pensionati; Il portalettere, contenuto nel programma condotto da Andrea Barbato, Cartolina, (in onda nella stagione 1991-1992), in cui vestito da postino andava a suonare ai citofoni delle celebrità (notevole un incontro con un Gianfranco Fini prima della famosa Svolta di Fiuggi, che si dichiarava ancora "fascista"); il satirico Telegiornale zero (in onda nella stagione 1992-1993), quasi un contraltare di Striscia la notizia; l'investigativo Servizi segreti (in onda nella stagione 1993-1994) in cui impersonava Piero Ponzi, figlio immaginario di Tom Ponzi, un detective privato protagonista delle "indagini" più variegate; due edizioni di Il Laureato - viaggio ai confini della facoltà (in onda nelle stagioni 1994-1995 e 1995-1996) rispettivamente insieme con Paolo Rossi ed Enzo Jannacci, altro programma itinerante che andava in onda dalle Aule Magne dei principali atenei italiani in cui personaggi famosi tenevano una lezione su determinati argomenti: con questo programma, per la prima volta Chiambretti conduce due edizioni dello stesso show.
Dopo una breve parentesi radiofonica a RadioDue nel 1994, insieme all'esordiente Luciana Littizzetto, Chiambretti presentò diverse edizioni del Concerto del primo maggio e anche L'inviato speciale – L'uomo giusto nel posto sbagliato nel 1997 su Rai 1 in diretta concorrenza con Striscia la notizia dell'avversario Antonio Ricci. Inoltre, sempre nel 1997, gli fu affidato il Festival di Sanremo di cui sceglie i co-conduttori Mike Bongiorno e Valeria Marini (anche se bisogna ricordare che Mike ha sempre considerato Marini e Chiambretti come suoi co-conduttori). Nel 1998 conduce il Dopofestival con Nino D'Angelo.
Chiambretti passa a Rai 2 e quindi torna ai temi a lui più cari nel 1999, anno dello speciale estivo Orgoglio coatto, condotto assieme a Carlo Verdone e ispirato a Porta a Porta, e quindi del programma Fenomeni. Sempre nel 1999 conduce il Meteo3 e i servizi dell'orario nel canale RAI che ha visto il suo successo. In questo periodo, la passione per il calcio e l'antica dimestichezza con le trasmittenti locali lo ha portato a intervenire nelle radiocronache delle partite del Torino su Radio Veronica One. Grande appassionato di cinema, nel 2000 scrisse, diresse e interpretò Ogni lasciato è perso tra il cast del suo film ritroviamo la sua spalla Aldo Izzo, film non apprezzato dalla critica e dal pubblico. Insieme con Gianni Boncompagni, Chiambretti tornò alla ribalta su Rai 2 nelle stagioni 2001-2002 e 2002-2003 con il programma "cult" Chiambretti c'è.

### Gli anni a LA7 e a Mediaset
Lasciò la RAI alla fine del 2003 per passare a LA7; è da sottolineare il fatto che Chiambretti, nella rete (a quel tempo) di Marco Tronchetti Provera, all'inizio del 2001 aveva avuto l'opportunità di condurre il programma pomeridiano Pronto Chiambretti (alcune volte insieme con Giuliano Ferrara, ma la maggioranza delle volte era in conduzione solitaria) e quindi alla fine del 2003 Chiambretti decise di lasciare definitivamente la RAI insieme alla sua spalla Aldo Izzo per approdare in pianta stabile a LA7, rete in cui nella stagione 2004-2005 presentò il programma che lo consacrò su LA7, cioè Markette, un show di seconda serata fatto di finte marchette; presenza fissa la spalla di Chiambretti, Aldo Izzo e nella prima edizione anche Nino Frassica. Nella stagione 2005-2006 ha condotto la seconda edizione di Markette. All'inizio del 2006 conduce lo show introduttivo della Cerimonia di apertura dei XX Giochi olimpici invernali a Torino, evento per il quale Chiambretti è stato anche consulente creativo: nello stesso periodo venne fatto il suo nome per la conduzione del game show preserale di Rai 1 L'eredità in sostituzione di Amadeus, ma questa proposta sfumò poco dopo.
Nella stagione 2006-2007 conduce la terza edizione di Markette. Nel 2007 Pippo Baudo l'ha voluto nel suo Festival di Sanremo (condotto da Baudo con Michelle Hunziker) in qualità di conduttore del Dopofestival. Nel 2008 conduce, assieme a Baudo (con la partecipazione Bianca Guaccero e Andrea Osvárt), la 58ª edizione del Festival di Sanremo; dopo questa sua ennesima esperienza sanremese, Chiambretti torna dal 6 marzo nella sua isola felice, LA7, a condurre la quarta edizione di Markette, che resta la sua ultima esperienza sulla rete, dal momento che Telecom Italia, a quel tempo gestita da Tronchetti-Provera, non poteva sostenere gli alti costi di produzione del programma.
Il 9 agosto 2008 fu ufficializzato il passaggio di Chiambretti a Mediaset per condurre un programma su Italia 1 in seconda serata, il Chiambretti Night - Solo per numeri uno, in onda a partire dal 20 gennaio 2009 il martedì, mercoledì e giovedì su Italia 1 in seconda serata. Questo show ha ottenuto ottimi risultati di ascolto ed è stato confermato per una nuova edizione, la seconda, andata in onda nella stagione televisiva 2009-2010 nella medesima collocazione; visti gli ottimi ascolti, nella stagione 2010-2011, è andato in onda su Canale 5, terminando il 9 aprile 2011 in modo definitivo a causa dei costi eccessivi e del calo di ascolti.
Nell'autunno 2011 Piero Chiambretti esordisce in prima serata su Italia 1 con un nuovo programma dedicato alla musica, andato in onda l'11 novembre 2011, in una singola puntata dedicata a Laura Pausini, con il titolo Chiambretti Muzik Show. Dal gennaio 2012, visto l'insuccesso della prima puntata, il programma cambia struttura togliendo l'aspetto musicale e quindi cambiando titolo, inizialmente in Chiambretti Show e poi in Chiambretti Sunday Show - La Muzika sta cambiando; questa nuova versione non ottenne i risultati sperati e quindi nel marzo 2012 anche questo programma fu chiuso in modo definitivo; da questo momento, a causa della crisi economica, Mediaset "mette in soffitta" tanti artisti e tanti show, tra cui Chiambretti e i suoi programmi.
Dopo 18 mesi di assenza dal video, nell'ottobre 2013 Chiambretti ha condotto Striscia la notizia su Canale 5 in coppia con Michelle Hunziker, ottenendo un nuovo successo di immagine, di critica e di ascolti, per poi sparire di nuovo dagli schermi ancora per molti mesi, sempre a causa della crisi economica: nel 2014 Chiambretti tornò a condurre Striscia la notizia dal 29 settembre all'11 ottobre sempre insieme alla Hunziker. Chiambretti torna su Italia 1 il 13 maggio 2014 con il programma di seconda serata Chiambretti Supermarket, in onda fino al 20 giugno 2014; questo programma vedeva la presenza fissa di Cristiano Malgioglio, proseguita anche in Grand Hotel Chiambretti, show di Canale 5 in onda nel 2015 ogni venerdì in seconda serata dal 20 febbraio al 29 maggio e in #CR4 - La Repubblica delle Donne in onda dal 31 ottobre 2018 al 4 marzo 2020, ogni mercoledì in prima serata su Rete 4. Dal 21 settembre 2020 al 23 maggio 2022 ha condotto Tiki Taka - La repubblica del pallone in onda il lunedì in seconda serata su Italia 1. Intervistato dal Corriere della Sera il 13 settembre 2010, Piero Chiambretti ha dichiarato, a proposito del segreto del suo successo, che «a 18 [anni] ho cominciato a lavorare nel cabaret e ho capito che la mia statura poteva diventare un punto di forza. Non mi misuro, penso di essere 1 metro e 60. (Mai usato scarpe rialzate?) Non mi piace imbrogliare. Mi danno l'idea di volere e non potere».

### Le sue doti da Pigmalione
Nell'arco della sua carriera dimostra una particolare predisposizione nello scoprire personaggi estrosi, che ospita nelle sue trasmissioni. Alcuni esempi: Alfonso Signorini, Costantino Della Gherardesca, Magda Gomes e Ubaldo Lanzo. Altri come Drusilla Foer e Fabrizio Ferrari non fanno il loro debutto in Tv con lui, ma li valorizza, contribuendo ad aumentarne la fama. In altri casi rilancia personaggi assenti da un po' di tempo dal piccolo schermo, come Cristiano Malgioglio (che ospita al Chiambretti Supermarket nel 2014, dopo la sua esperienza all'Isola dei famosi di due anni prima) o Rosita Celentano (che non tornava in Tv dal Sanremo Giovani del 2015 e che trasforma in editorialista di Donne sull'orlo di una crisi di nervi nel 2024).

### Ritorno in Rai
La sua esperienza con Mediaset si conclude il 29 marzo 2023 dopo la conduzione de La TV dei 100 e uno. Il 5 febbraio 2024, dopo 15 anni, annuncia il suo addio alla rete del Biscione, per tornare in Rai dove condurrà un programma televisivo su Rai 3. 
Nel frattempo tra gennaio e marzo torna in RAI per prendere parte alle due edizioni del Rischiatutto 70, condotto da Carlo Conti, vincendole entrambe. Il 28 febbraio è ospite a La TV fa 70 di Massimo Giletti per i 70 anni della Rai. Quindi tra maggio e giugno e tra settembre e ottobre conduce due edizioni di Donne sull'orlo di una crisi di nervi, talk show in onda in prima serata su Rai 3. Sempre sulla stessa rete, e come striscia quotidiana della fascia pre-serale, dal 10 marzo del 2025 conduce Fin che la barca va, navigando sul Tevere, programma di interviste e di approfondimenti d'attualità. A maggio torna con Donne sull’orlo di una crisi di nervi.

### Altre attività
- Piero Chiambretti è stato anche doppiatore di Wiggins, personaggio del film d'animazione Pocahontas; inoltre la sua voce è tra quelle di un paio di singoli personaggi occasionali dell'anime Occhi di gatto.
- Al di fuori del mondo dello spettacolo, è anche un imprenditore: attraverso la società Food & Company possiede alcuni ristoranti e pizzerie di Torino: Birilli, Fratelli La Cozza e Sfashion.
- Piero Chiambretti ha scritto la prefazione del romanzo "Chi è la ragazza?" di Alan Magnetti, EDU editore, 2019.
- Dalla fine degli anni ottanta circola una leggenda metropolitana[16] secondo la quale Piero Chiambretti avrebbe cantato[16] la versione italiana della sigla del cartone animato  L'Ispettore Gadget, trasmesso per la prima volta in Italia all'interno del programma per ragazzi Magic!, da lui condotto nel 1986 su Rai 1.[16] Tuttavia, tale affermazione non ha mai trovato alcun riscontro ufficiale, in quanto risulta sconosciuto il reale interprete di quella sigla.

## Vita privata
Dopo sette anni di fidanzamento, Piero Chiambretti e Ingrid Muccitelli si sono lasciati nel 2009. Qualche mese dopo Chiambretti si è fidanzato con Federica Laviosa; il 26 maggio 2011 è nata Margherita, la figlia della coppia. Nel 2016 si è separato. È un tifoso del Torino.

## Programmi televisivi
- Non siamo gazzose (GRP Televisione, 1977)
- Succhia la gomma (GRP Televisione, 1981)
- Il delicone (Rete Manila 1, 1982)
- Forte Fortissimo TV Top (Rai 1, 1983-1984)
- Quo vadiz? (Rete 4, 1984)
- Il sabato dello Zecchino (Rai 1, 1985)
- Festa per il compleanno del nostro amico Paperino (Rai 1, 1985)
- Magic! (Rai 1, 1986)
- Proffimamente non stop (Rai 1, 1987)
- Va' pensiero (Rai 3, 1987)
- Big! (Rai 1, 1987-1988)
- Complimenti per la trasmissione (Rai 3, 1988-1989)
- Prove tecniche di trasmissione (Rai 3, 1989-1990)
- Prove tecniche di Mondiale (Rai 1, 1990)
- Un tesoro di Capodanno (Reti Rai unificate, 1990-1991)
- Caccia al leone (Rai 1, 1991)
- Goodbye Cortina (Rai 3, 1991-1992)
- Miss Italia nel mondo (Rai 1, 1991)
- Il portalettere (Rai 3, 1991-1992)
- Telegiornale zero (Rai 3, 1992-1993)
- Pubblimania (Rai 3, 1993)
- Leoni d'oro (Rai 1, 1993)
- Servizi Segreti (Rai 3, 1993)
- Il laureato - Viaggio ai confini della facoltà (Rai 3, 1994-1995)
- Concerto del Primo Maggio (Rai 3, 1995, 1999-2001; Rai 2, 1996-1997)
- Il laureato Bis (Rai 3, 1996)
- Tutti in una notte (Rai 1, 1996)
- Anteprima Carràmba! Che sorpresa (Rai 1, 1996)
- Cinegiornale Chiambretti (TELE+1, 1996-1997)
- Festival di Sanremo (Rai 1, 1997, 2001, 2008)
- Perchè Sanremo è Sanremo (Rai 1, 1997)
- L'inviato speciale - L'uomo giusto al momento sbagliato (Rai 1, 1997)
- DopoFestival (Rai 1, 1998, 2007)
- Annunci di rete (Rai 3, 1999)
- L'ora a modo loro (Rai 3, 1999)
- Meteo (Rai 3, 1999)
- Orgoglio coatto (Rai 2, 1999)
- Fenomeni (Rai 2, 1999)
- David di Donatello (Rai 2, 2001)
- Chiambretti c'è (Rai 2, 2001-2003)
- Musicultura (Stream TV, 2002)
- Italian Music Awards (Rai 2, 2002)
- Pronto Chiambretti (LA7, 2003-2004)
- Markette - Tutto fa brodo in TV (LA7, 2004-2008)
- Cerimonia di apertura dei XX Giochi olimpici invernali (Rai 2, 2006)
- Chiambretti Speciale (LA7, 2008)
- Chiambretti Night (Italia 1, 2009-2010; Canale 5, 2010-2011)
- Chiambretti Muzik Show (Italia 1, 2011)
- Chiambretti Sunday Show - La muzika sta cambiando (Italia 1, 2012)
- Striscia la notizia (Canale 5, 2013-2014, 2016)
- Chiambretti Supermarket (Italia 1, 2014)
- Grand Hotel Chiambretti (Canale 5, 2015-2016)
- Sanremo Giovani (Rai 1, 2015, 2019) Giurato
- Matrix Chiambretti (Canale 5, 2016-2018)
- La partita del cuore (Rai 1, 2017)
- #CR4 - La repubblica delle donne (Rete 4, 2018-2020)
- Tiki Taka - La repubblica del pallone (Italia 1, 2020-2022)
- La TV dei 100 e uno (Canale 5, 2023)
- Rischiatutto 70 (Rai 1, 2024) Concorrente
- Donne sull'orlo di una crisi di nervi (Rai 3, dal 2024)
- SuperTennis Awards (SuperTennis, 2024)
- Fin che la barca va (Rai 3, 2025)

## Radio
- Omosessuali si nasce (Radio Studio Aperto, 1982)
- La Mecca in America (Radio Gemini One, 1987-1988)
- Testa di sigaro (Radio Gemini One, 1988-1990)
- Il Fantasma del Palcoscenico (Rai Radio 1, 1994)
- Hit Parade di Lelio Luttazzi (ma lui non lo sa) (Rai Radio 2, 1994)
- Hit Parade di Lelio Luttazzi (ma lui non lo sa) va in vacanza (Rai Radio 2, 1994)
- Markette (Radio Monte Carlo, 2007-2008)
- Chiambrettopoli (Rai Radio 2, 2010)
- Festival di Sanremo (Rai Radio 2, 2011, 2013-2014)
- Chiambretti ore 10 (Rai Radio 2, 2012-2013)
- Asino chi non legge (Rai Radio 2, 2014)
- Chiambretti Spray (Rai Radio 2, 2015)

## Filmografia
- Ogni lasciato è perso, regia di Piero Chiambretti (2001)

## Riconoscimenti
La critica televisiva ha definito Chiambretti con queste parole: 
- Premio TV - Premio regia televisiva
  - 2006 – Premio Categoria Top 10 per Markette
  - 2007 – Premio Categoria Top 10 per Markette
  - 2008 – Premio Categoria Top 10 per Markette
  - 2009 – Premio Categoria Top 10 per Chiambretti Night
  - 2011 – Premio Categoria Top 10 per Chiambretti Night